# 2014 у Черкаській області
Стаття присвячена головним подіям Черкаської області у 2014 році.

## Ювілеї

### Видатних людей
|                                                                            |  |  |
| Ювілейна монета НБУ присвячена 200-річчю від дня народження Т. Г. Шевченка |  |  |

- 9 березня — відзначення 200-річчя від дня народження Тараса Шевченка. Попри указ Президента щодо відзначення ювілею, уперше за десятки років на Чернечій горі через революцію гідності та зміну влади не відбувалося офіційних урочистостей. Національний банк України з цієї нагоди випустив ювілейну монету.

### Річниці заснування, утворення
|                                                            |  |  |
| Ювілейна монета НБУ присвячена 60-річчю Черкаської області |  |  |

|                                                                      |  |  |
| Ювілейна монета НБУ присвячена 70-річчю Корсунь-Шевченківської битви |  |  |

- 170 років Уманському національному університету садівництва.
- 100 років підприємству Черкасиводоканал[1].
- 80 років від часу створення Уманської картинної галереї.
- 60 років газеті Черкаський край.
- 50 років Черкаській дитячій музичній школі № 1 імені М. В. Лисенка.
- 50 років від часу відкриття пам'ятника Тарасові Шевченку у м. Черкаси.
- 40 років Корсунь-Шевченківському історичному музею.
- 40 років Уманському тепличному комбінату.
- 7 січня — 60 років від дня заснування Черкаської області. У м. Черкаси з нагоди ювілею відбулися святкові масові заходи[2]. Національний банк України з цієї нагоди випустив ювілейну монету.
- 17 лютого — 70 років Корсунь-Шевченківській битві. У м. Корсунь-Шевченківський відбулися з цієї нагоди урочисті заходи[3]. Національний банк України з цієї нагоди випустив ювілейну монету.

## Події

### Євромайдан

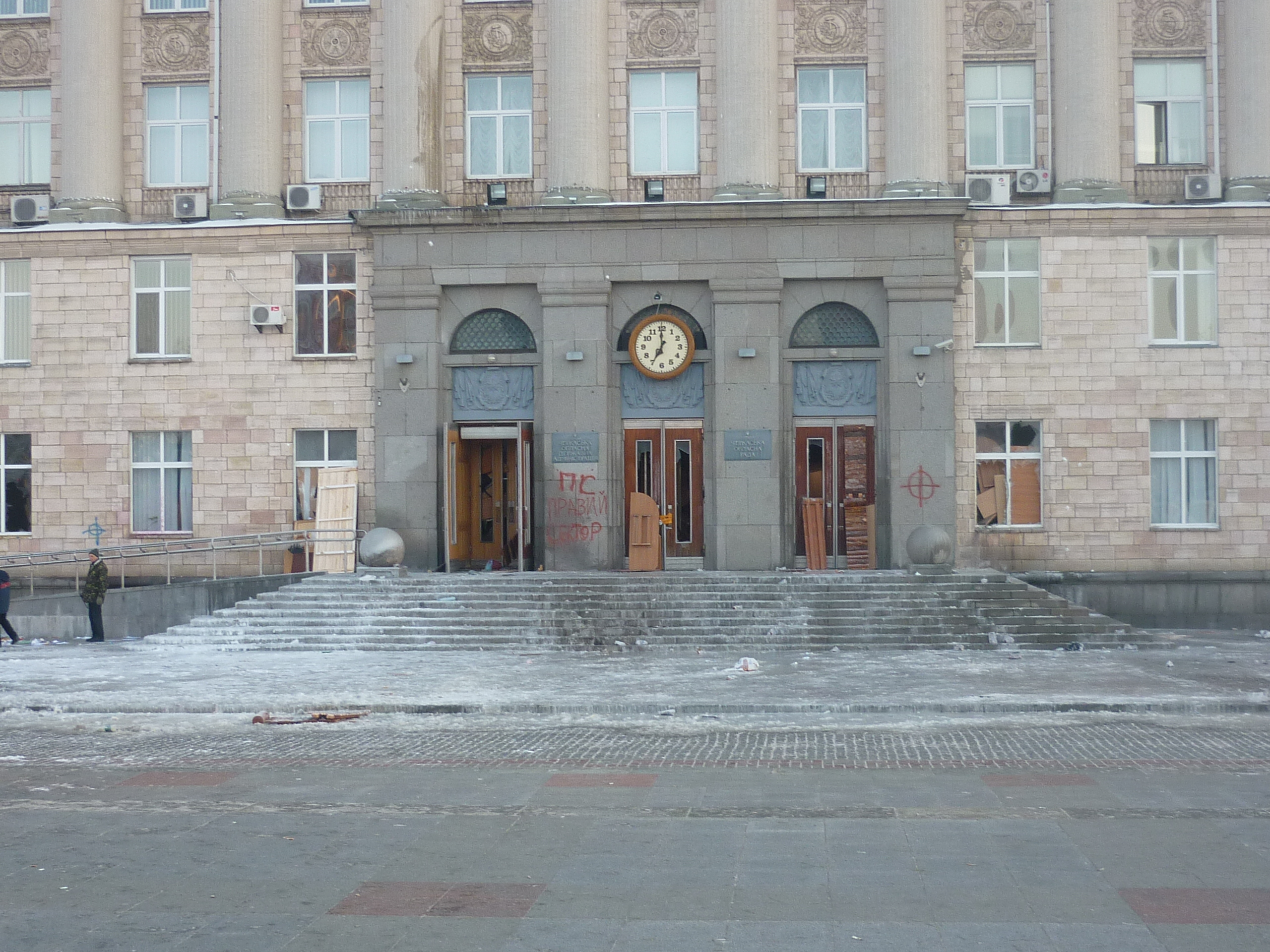
Черкаська облрада після нічного штурму 23 ciчня 2014

- 22 січня правоохоронці перекрили рух автобуса з Черкас із провіантом для майданівців у Києві, євромайданівці спромоглись відстояти його і він рушив на столицю. Це спонукувало жителів міста до рішучих дій. Пообіді, активісти місцевого автомайдану[4] та місцеві ЗМІ[5] почали закликати людей до мітингу наступного дня.
- 23 січня о 18:00 у Черкасах біля облради був організований народний мітинг, який охопив близько 20 тисяч містян[6]. Пізно ввечері близько 300 активістів Євромайдану захопили будівлю Черкаської облдержажміністрації[7]. Проте ненадовго — о 23:00 підрозділи «Беркуту» силою витіснили їх із будівлі. Було заарештовано 58 осіб, одна дівчина (Ольга Галушко), у котру кинули вазон з 4-го поверху будівлі ОДА, отримала серйозні травми голови[8][9][10].
- 26 січня, у Черкасах пройшло Народне Віче; протестувальники вимагали звільнення голови Черкаської обласної державної адміністрації Сергія Тулуба та голови Черкаської обласної ради Валерія Черняка.
- У ніч на 27 січня відбувся другий штурм Черкаської ОДА із використанням коктейлів Молотова, який був відбитий «Беркутом».[11]. Бійці «Беркуту» зачистили вулиці навколо ОДА, 12 осіб було затримано[12]. Постраждали також журналісти — зокрема, кореспондент телеканалу «Інтер» в Черкаській області Станіслав Кухарчук[13].
- 19 лютого мешканці смт Маньківки та м. Умані на трасі Одеса-Київ біля села Подібна встановили блокпост на дорозі, щоб перешкодити проїзду «тітушок» та спецпризначенців до столиці. У результаті наїзду невстановленого автомобілю, який пробивав дорогу внутрішнім військам, загинув Віктор Чернець[14].
- 20 лютого на цьому ж блокпості біля Умані близько сотні місцевих мешканців зупинили мікроавтобус із близько 10-ма міліціонерами, які їхали з Умані на Київ а також автобус, в якому їхало близько 40-ка так званих «тітушок». Автобус було спалено.[15]
- 20 лютого активістами було влаштовано блокпост біля Черкас на початку дамбі через Дніпро з метою унеможливлення проїзду тітушок. Пізно ввечері «Беркут» силою розігнав блокпост. По активістах стріляли із помпової зброї та автоматів Калашникова. Постраждав фотокореспондент газети «Вечірні Черкаси» Ігор Єфімов.[13]
- 25 лютого голова Черкаської ОДА Сергій Тулуб написав заяву про звільнення з посади та зник з області. Так само склав із себе повноваження голова Черкаської обласної ради Валерій Черняк.

### Інші події
- 25 лютого головою Черкаської обласної ради обрано Валентину Коваленко.
- 15 березня головою Черкаської ОДА призначено Юрія Ткаченка.
- 12—13 квітня — на Чигиринщині, у Холодному Яру відбулося традиційне вшанування героїв Холодного Яру, в яких взяли участь декілька тисяч людей з різних куточків України[16].
- 25 травня:
  - Вибори Президента України. У Черкаській області за Петра Порошенка проголосувало 54,61 %, за Юлію Тимошенко — 14,07 %, за Олега Ляшка — 9,75 %.
  - Місцеві вибори в Україні. Мером м. Черкаси утретє обрано Сергія Одарича, м. Кам'янки — Володимира Тірона, м. Канева — Ігора Ренькаса, м. Корсунь-Шевченківського — Олександра Гайдая.
- 16—17 серпня у с. Моринці на Звенигородщині пройшов 1-й Всеукраїнський молодіжний фестиваль Тараса Шевченка Ше.Fest. У програмі заходів: музичні виступи, кінопокази, лекції, літературні читання, фейс-арт тощо. Фестиваль відвідали декілька тисяч людей.[17]
- 22 серпня на залізничній станції «Городище», внаслідок сходження з рейок 20 цистерн, стався розлив нафтопродуктів і займання 11 цистерн, а також локомотива[18].
- 25 вересня — на святкування єврейського нового року Рош Гашана в Умань прибуло близько 30 тис. хасидів із різних країн[19].
- 26 жовтня — парламентські вибори в Україні, що проходили за змішаної системи — депутати обиралися за виборчими списками від політичних партій та за мажоритарною системою в одномандатних округах. В області на одномандатних округах обрані: Петренко Олег Миколайович, Зубик Володимир Володимирович, Бобов Геннадій Борисович, Голуб Владислав Володимирович, Рудик Сергій Ярославович, Ничипоренко Валентин Миколайович, Яценко Антон Володимирович.

## Спортивні події
- 14 березня — Григорій Вовчинський на Зимових Паралімпійських іграх 2014 у Сочі здобув золоту медаль в біатлоні.
- У Чемпіонаті України з футболу 2013—2014 у другій лізі Славутич посів 6-те місце.
- В Українській баскетбольній суперлізі сезону 2013—2014 Черкаські мавпи посіли 11-те місце[20].
- У Чемпіонаті Черкаської області з футболу 2014 року перемогла команда «Зоря» (Білозір'я), на другому місці — «УТК-Ятрань» (Уманський район), на третьому — «ЛНЗ-Лебедин» (Лебедин)[21].

## Нагороджено, відзначено
- Лауреатами Всеукраїнської літературної премії імені Василя Симоненка стали: у номінації «За кращу першу поетичну збірку» Ольга Прохорчук (м. Київ) за збірку поезій «Привези мені сонця»; у номінації «За кращий художній твір» Сергій Пантюк (м. Київ) за збірку поезій «Мовизна» та роман «Війна і ми»[22].
- Лауреатом Літературної премії імені Тодося Осьмачки став Василь Трубай за книгу вибраних творів «Натюрморт з котами»[23].
- Лауреатами обласної Краєзнавчої премії імені Михайла Максимовича стали: М. І. Борщ за працю «З вершин славетних черкащан. Краєзнавчі нариси, вірші, поеми»; авторський колектив: Н. В. Кукса і Я. Л. Діденко за працю «Чигиринщина в подорожніх нотатках відомих особистостей XIX—I половини XX століття»[24]
- 1 грудня — Бондару Івану Івановичу присвоєно почесне звання «Народний художник України»[25].

## Померли
- 13 січня — Лук'янець Володимир Лукич — український політик, голова Черкаської обласної державної адміністрації (1999—2002).

### ГероїНебесної сотні
- 19 лютого:
  - Пасхалін Юрій Олександрович, уродженець Смілянського району, загинув у Києві під час Революції Гідності, Герой України,
  - Чернець Віктор Григорович, уродженець Маньківського району, загинув біля м. Умань під час Революції Гідності, Герой України.
- 20 лютого:
  - Горошишин Максим Максимович, мешканець Кам'янського району, загинув у Києві під час Революції Гідності від отруєння газом, Герой України,
  - Паращук Юрій Григорович, уродженець м. Тальне, загинув у Києві на вул. Інститутській під час Революції Гідності, Герой України,
  - Саєнко Андрій Степанович, уродженець м. Сміла, загинув у Києві на вул. Інститутській під час Революції Гідності, Герой України,
  - Смоленський Віталій Віталійович, уродженець Уманського району, загинув у Києві на вул. Інститутській під час Революції Гідності, Герой України.

### Загиблі під часросійсько-української війни

Генерал-майор І. Ф. Момот (1965—2014)

- 2 травня — Сабада Олександр Борисович, уродженець Черкаського району, нагороджено Орденом Богдана Хмельницького ІІІ ст.
- 22 травня — Ярошенко Сергій Григорович, уродженець Тальнівського району, нагороджено Орденом «За мужність» ІІІ ст.
- 14 червня
  - Єпіфанов Сергій Петрович, уродженець Золотоніського району, нагороджено Орденом «За мужність» ІІІ ст.
  - Тихолоз Андрій Павлович, уродженець Шполянського району, нагороджено Орденом Богдана Хмельницького ІІІ ст.
- 30 червня — Чурута Валентин Павлович, уродженець Золотоніського району, нагороджено Орденом «За мужність» ІІІ ст.
- 7 липня — Войцехівський Євген Вікторович, командир підрозділу «Холодний яр», уродженець м. Кам'янка, командир підрозділу «Холодний яр», нагороджено Орденом «За мужність» ІІІ ст.
- 11 липня — Момот Ігор Федорович, генерал-майор, начальник Навчального центру прикордонної служби, нагороджено Орденом Богдана Хмельницького ІІ ст.
- 12 липня:
  - Калашник Микола Олександрович, уродженець м. Черкаси, нагороджено Орденом «За мужність» ІІІ ст.
  - Петрів Ігор Олексійович, проходив військову службу у Черкаському районі, нагороджений відзнаками «За заслуги перед Черкащиною», «Почесний громадянин міста Черкаси»
- 14 липня — Лазаренко Павло Миколайович, уродженець м. Черкаси, нагороджено Орденом «За мужність» ІІІ ст.
- 15 липня — Каравайський Богдан Ігорович, уродженець м. Черкаси, нагороджено Орденом «За мужність» ІІІ ст.
- 18 липня:
  - Чубатенко Руслан Валерійович, уродженець Смілянського району, нагороджено Орденом «За мужність» ІІІ ст.
  - Бойко Віктор Анатолійович, уродженець Звенигородського району, нагороджено Орденом «За мужність» ІІІ ст.
  - Бохонько Сергій Сергійович, уродженець Катеринопільського району, нагороджено Орденом «За мужність» ІІІ ст.
- 23 липня — Холо Ігор Миколайович, уродженець Жашківського району, нагороджено Орденом Богдана Хмельницького ІІІ ст.
- 24 липня — Орлов Олег Юрійович, уродженець м. Умань, нагороджено Орденом «За мужність» ІІІ ст.
- 27 липня — Білоушенко Сергій Олександрович, уродженець м. Корсунь-Шевченківський, нагороджено Орденом «За мужність» ІІІ ст.
- 2 серпня — Рижак Володимир Юрійович, уродженець м. Сміла, нагороджено Орденом «За мужність» ІІІ ст.
- 3 серпня — Плохий Андрій Віталійович, уродженець Черкаського району, нагороджено Орденом Богдана Хмельницького ІІІ ст.
- 7 серпня
  - Кумановський Віктор Анатолійович, уродженець Жашківського району, нагороджено Орденом «За мужність» ІІІ ст.
  - Лифар Сергій Іванович, уродженець Шполянського району, нагороджено Орденом «За мужність» ІІІ ст.
- 16 серпня — Дібрівний Дмитро Олександрович, уродженець м. Сміла, нагороджено Орденом «За мужність» ІІІ ст.
  - Качур Іван Іванович, уродженець м. Умань, нагороджено Орденом «За мужність» ІІІ ст.
- 17 серпня — Зінченко Олексій Володимирович, уродженець Лисянського району, нагороджено Орденом Богдана Хмельницького ІІІ ст.
- 23 серпня — Смоляр Олександр Васильович, уродженець Чигиринського району, нагороджено Орденом «За мужність» ІІІ ст.
- 26 серпня — Галва В'ячеслав Анатолійович, мешкав у м. Черкаси, нагороджено відзнакою «Почесний громадянин міста Черкаси»[26].
- 28 серпня — Курмашев Олексій Васильович, проживав у м. Умань, нагороджено Орденом «За мужність» ІІІ ст.
  - Погорілий Олексій Валерійович, уродженець Кам'янського району, нагороджено Орденом «За мужність» ІІІ ст.
  - Харченко Максим Борисович, уродженець м. Золотоноша, нагороджено Орденом «За мужність» ІІІ ст.
- 29 серпня:
  - Коломієць Віталій Валентинович, уродженець Корсунь-Шевченківського району, нагороджено Орденом «За мужність» ІІІ ст.
  - Маламуж Олександр В'ячеславович, уродженець м. Черкаси, нагороджений відзнакою «Почесний громадянин міста Черкаси»
  - Малиш Віталій Васильович, уродженець Тальнівського району, нагороджено Орденом «За мужність» ІІІ ст.
  - Погорілий Віктор Сергійович, уродженець м. Звенигородка, підполковник, нагороджено Орденом Богдана Хмельницького ІІІ ст.
  - Ульяницький Олег Миколайович, уродженець Канівського району, нагороджено Орденом «За мужність» ІІІ ст.
- 30 серпня — Ідель Ілля Євгенійович, уродженець Черкаського району, нагороджено Орденом «За мужність» ІІІ ст.
- 31 серпня — Ложешніков Володимир Іванович, мешканець Черкас, нагороджено Орденом «За мужність» ІІІ ст.
- 3 вересня — Вихристюк Сергій Григорович, уродженець Маньківського району, нагороджено Орденом «За мужність» ІІІ ст.
- 4 вересня — Тарасенко Юрій Геннадійович, уродженець м. Черкаси, нагороджено Орденом «За мужність» ІІІ ст.
- 5 вересня — Кобринюк Микола Миколайович, уродженець Христинівського району, нагороджено Орденом «За мужність» ІІІ ст.
- 10 вересня — Єременко Віктор Вікторович, уродженець Черкаського району, нагороджено Орденом «За мужність» ІІІ ст.
- 2 жовтня — Бевз Роман Миколайович, уродженець смт Монастирище, нагороджено Орденом Богдана Хмельницького ІІІ ст.
- 6 жовтня — Пожарський Дмитро Павлович, уродженець Тальнівського району, нагороджено Орденом «За мужність» ІІІ ст.
- 2 грудня
  - Потапенко Олександр Олександрович, уродженець смт Драбів, нагороджено Орденом «За мужність» ІІІ ст.
  - Терещенко Андрій Сергійович, уродженець м. Черкаси, нагороджено Орденом «За мужність» ІІІ ст.
- 29 грудня — Дубовський Костянтин Юрійович, уродженець Звенигородського району, нагороджено Орденом «За мужність» ІІІ ст.

## Створено, засновано

Пам'ятник Небесній сотні

- 9 січня — у с. Мошни Черкаського району відкрито музей Тараса Шевченка[27].
- 13 квітня — у Холодному Яру, у хуторі Буда відкрито пам'ятник Небесній сотні[28].
- 15 травня — розпочало роботу Громадське телебачення: Черкаси[29].

### Об'єкти природно-заповідного фонду
Створено 3 парки-пам'ятки садово-паркового мистецтва місцевого значення «Спортивний» (Черкаси), «Зелений гай» (Черкаси), «Водограй» (Черкаси).

## Зникли
У ході так званого Ленінопаду в області демонтовано (повалено) велику кількість пам'ятників В. І. Леніну (див.: Хронологія Ленінопаду (2013—2014):
- 21 лютого: с. Баштечки, смт Буки, смт Ватутіне, м. Жашків, с. Жовнине (Чорнобаївський район),Івахни (Монастирищенський район), м. Корсунь-Шевченківський, с. Цибулів.
- 22 лютого: с. Бабанка (Уманський район), м. Звенигородка, с. Здобуток (Тальнівський район), м. Золотоноша, м. Канів, с. Колодисте (Тальнівський район), смт Лисянка, смт Маньківка, смт Монастирище, м. Сміла, м. Умань, смт Христинівка, смт Чорнобай, м. Шпола.
- 23 лютого: м. Кам'янка, с. Кочержинці (Уманський район).
- 24 лютого: с. Доброводи (Уманський район), смт Драбів, смт Катеринопіль.
- 28 лютого: с. Худяки (Черкаський район).
- 13 березня: с. В'язівок (Городищенський район).
- 24 серпня: с. Вознесенське (Золотоніський район).
- 30 серпня: с. Благодатне (Золотоніський район).
- 22 листопада: с. Дмитрушки (Уманський район).